# Новодвурский повет (Поморское воеводство)
Новодвурский повят (пол. Powiat nowodworski) — повят (район) в Польше, входит как административная единица в Поморское воеводство. Центр повята — город Новы-Двур-Гданьский. Занимает площадь 652,75 км². Население — 36 230 человек (на 30 июня 2015 года).

## Административное деление
- города: Крыница-Морска, Новы-Двур-Гданьский
- городские гмины: Крыница-Морска
- городско-сельские гмины: Гмина Новы-Двур-Гданьский
- сельские гмины: Гмина Осташево, Гмина Стегна, Гмина Штутово

## Демография
Население повята дано на 30 июня 2015 года.
| Перепись            | Всего  | Мужчины | Женщины |
| ------------------- | ------ | ------- | ------- |
|                     | чел.   | чел.    | чел.    |
| Всего               | 36 230 | 17 988  | 18 242  |
| Городское население | 11 337 | 5 432   | 5 905   |
| Сельское население  | 24 893 | 12 556  | 12 337  |